# Zulay Henao
Zulay Henao (Medellín, 29 de maio de 1979) é uma atriz de cinema e televisão colombiano-americana. Ela co-estrelou em vários filmes, como Illegal Tender (2007), Fighting (2009), Takers (2010), Boy Wonder (2011), Hostel: Parte III, The Single Moms Club (2014), Memórias Verdadeiras de um Assassino Internacional (2016). Em 2014, ela começou a estrelar como um dos personagens principais da série If Loving You Is Wrong.

## Início de vida
Henao nasceu em Medellín, Antioquia, Colômbia. Ela e sua família emigraram para Nova Jersey. Depois do ensino médio, ela serviu três anos pelo exército dos Estados Unidos. Henao se matriculou no Conservatório de Artes Dramáticas de Nova York para estudar atuação.

## Carreira
Henao apareceu em dois pequenos filmes, e em 2007 estreou na televisão em um episódio da série dramática da Lifetime, Army Wives. No mesmo ano, ela também estrelou em Law & Order: Special Victims Unit. Também em 2007, Henao teve papéis coadjuvantes nos filmes Illegal Tender e Feel the Noise. Em 2008, ela estrelou o filme de terror Grizzly Park, e apareceu ao lado de Charles S. Dutton em Racing for Time .
Em 2009, Henao teve o papel principal feminino no filme esportivo Fighting ao lado de Channing Tatum, e também apareceu no filme de ficção científica S. Darko. Em 2011, ela estrelou o filme de suspense psicológico, Boy Wonder. Henao também apareceu em Takers (2010) e Hostel: Part III (2011).
Em 2013, Henao começou a atuar como regular em Love Thy Neighbour. Ela saiu da série depois da única temporada. Henao estrelou ao lado de Nia Long, Wendi McLendon-Covey e Amy Smart no filme de 2014 The Single Moms Club, dirigido por Tyler Perry. Mais tarde, ela foi escalada para o mesmo papel de adaptação televisiva do filme, chamada If Loving You Is Wrong. Também em 2014, Henao foi escalada como a lenda do filme adulto Vanessa del Rio, em uma cinebiografia sem título dirigida por Thomas Mignone.

## Filmografia
| Ano  | Título                                             | Função               | Notas              |
| ---- | -------------------------------------------------- | -------------------- | ------------------ |
| 2005 | Filme 101                                          | Papel desconhecido   |                    |
| 2005 | Visão clara                                        | Gloria Rojas         |                    |
| 2007 | Concurso ilegal                                    | Mora                 |                    |
| 2007 | Sinta o barulho                                    | Carol "CC" Reyes     |                    |
| 2007 | Sábado de manhã                                    | Papel desconhecido   |                    |
| 2008 | O coração é uma câmera escondida                   | Natasha              | Filme curto        |
| 2008 | Parque Grizzly                                     | Lola                 |                    |
| 2008 | Correndo pelo tempo                                | Carmen               | Filme de televisão |
| 2009 | Combate                                            | Zulay Velez          |                    |
| 2009 | S. Darko                                           | Baelyn               | Direto para vídeo  |
| 2009 | O magnífico Cooly-T                                | Angie                |                    |
| 2010 | Pegadores                                          | Monica Hatcher       |                    |
| 2011 | Menino maravilha                                   | Teresa Ames          |                    |
| 2011 | Havana Heat                                        | Agente Brianna Evans |                    |
| 2011 | Hostel: Parte III                                  | Nikki                |                    |
| 2014 | Espaço em branco                                   | Lynn Navarro         |                    |
| 2014 | O clube das mães solteiras                         | Esperanza            |                    |
| 2015 | Destinado                                          | Giselle Porter       |                    |
| 2016 | Memórias Verdadeiras de um Assassino Internacional | Rosa Bolívar         |                    |
| 2016 | Uma noite com a família Blacks                     | Lorena               |                    |
| 2017 | Grow House                                         | Madison              |                    |
| 2018 | Além do espaço branco                              | Lynn Navarro         |                    |
| 2019 | A casa ao lado                                     | Lorena               |                    |
| 2019 | Grand Isle                                         | Oficial Newton       |                    |

### Televisão
| Ano             | Título                                   | Função            | Notas                                             |
| --------------- | ---------------------------------------- | ----------------- | ------------------------------------------------- |
| 2007            | Esposas de Soldados                      | Delores Marino    | Episódio: "Apenas o Solitário"                    |
| 2007            | Lei e Ordem: Unidade Especial de Vítimas | Forense Casanueva | Episódio: "Svengali"                              |
| 2008            | O próprio medo                           | Christie          | Episódio: "Dia de Ano Novo"                       |
| 2009            | Os incomuns                              | Rosa Trumble      | Episódio: "Crime Slut"                            |
| 2013            | Ame teu vizinho                          | Marianna Perez    | Papel regular, 26 episódios                       |
| 2014 – presente | Se amar você está errado                 | Esperanza         | Papel regular                                     |
| 2017            | MacGyver                                 | Cynthia           | Episódio: "Large Blade"                           |
| 2018            | Kevin pode esperar                       | Rebecca Romero    | Episódio: "Kevin pode namorar"                    |
| 2019            | O juramento                              | Carmen Velasquez  | Papel recorrente (2 ª temporada)                  |
| 2019            | Star                                     | Lucia             | Episódio: "Assista ao Trono" / "O Reconhecimento" |